# Adidovce
Adidovce (bis 1927 slowakisch „Adzidovce“; ungarisch Agyidóc) ist eine Gemeinde im Osten der Slowakei mit 234 Einwohnern (Stand 31. Dezember 2024), die zum Okres Humenné, einem Kreis des Prešovský kraj, gehört. Vielmehr ist sie Teil der traditionellen Landschaft Zemplín.

## Geographie
Die Gemeinde befindet sich im Südteil der Niederen Beskiden, genauer noch im Bergland Laborecká vrchovina, im Tal der Udava. Das Ortszentrum liegt auf einer Höhe von 209 m n.m. und ist 15 Kilometer von Humenné entfernt.
Nachbargemeinden sind Zubné im Norden, Pichne im Nordosten, Snina im Osten, Dlhé nad Cirochou im Südosten, Vyšný Hrušov im Süden und Westen sowie Hankovce und Jabloň im Nordwesten.

## Geschichte
Der Ort wurde auf dem Gebiet des Herrschaftsguts von Humenné gegründet und zum ersten Mal 1568 als Adzudocz schriftlich erwähnt. Im 17. Jahrhundert schenkte Georg Drugeth den Besitz an die Jesuiten von Humenné, weiter besaßen die Geschlechter Csáky (im 18. Jahrhundert) und Andrássy (im 20. Jahrhundert) Güter im Ort. 1828 zählte man 31 Häuser und 231 Einwohner, die unter anderem als Förster, Fuhrmänner und Landwirte beschäftigt waren.
Bis 1918/1919 gehörte der im Komitat Semplin liegende Ort zum Königreich Ungarn und kam danach zur Tschechoslowakei beziehungsweise heute Slowakei.

## Bevölkerung
| Jahr                | 1994 | 2004    | 2014    | 2024     |
| ------------------- | ---- | ------- | ------- | -------- |
| Anzahl der Personen | 229  | 221     | 211     | 234      |
| Unterschied         |      | −3,49 % | −4,52 % | +10,90 % |

| Jahr                | 2023 | 2024    |
| ------------------- | ---- | ------- |
| Anzahl der Personen | 228  | 234     |
| Unterschied         |      | +2,63 % |

Nach der Volkszählung 2011 wohnten in Adidovce 212 Einwohner, davon 200 Slowaken sowie jeweils ein Russine, Tscheche und Ukrainer. Drei Einwohner gaben eine andere Ethnie an und sechs Einwohner machten keine Angabe zur Ethnie.
111 Einwohner bekannten sich zur römisch-katholischen Kirche, 56 Einwohner zur griechisch-katholischen Kirche, 17 Einwohner zu den Zeugen Jehovas und zwei Einwohner zu den Zeugen Jehovas; ein Einwohner bekannte sich zu einer anderen Konfession. 14 Einwohner waren konfessionslos und bei 11 Einwohnern wurde die Konfession nicht ermittelt.

## Bauwerke
- römisch-katholische Kyrill-und-Method-Kirche aus den Jahren 1930/31